# Пилипенко, Яков Павлович
Яков Павлович Пилипенко (1920—2003) — майор Советской Армии, участник Великой Отечественной войны, Герой Советского Союза (1945).

## Биография
Яков Пилипенко родился 3 марта 1920 года в посёлке Варва (ныне — Варвинский район Черниговской области Украины). После окончания семи классов школы работал на обувной фабрике. В 1940 году Пилипенко был призван на службу в Рабоче-крестьянскую Красную Армию. С начала Великой Отечественной войны — на её фронтах. В 1944 году Пилипенко окончил Орловское танковое училище.
К январю 1945 года гвардии лейтенант Яков Пилипенко командовал танком «Т-34» 3-го танкового батальона 49-й гвардейской танковой бригады 12-го гвардейского танкового корпуса 2-й гвардейской танковой армии 1-го Белорусского фронта. Отличился во время освобождения Польши. 16 января 1945 года экипаж Пилипенко одним из первых ворвался в Сохачев и принял активное участие в боях за его освобождение. 19 января 1945 года во время боя за город Любень-Куявски Пилипенко с товарищами разгромил вражеский аэродром, уничтожив 2 немецких самолёта. 21 января 1945 года танк Пилипенко в составе передовой группы вошёл в Иновроцлав, где экипаж принял активное участие в захвате аэродрома, железнодорожной станции, телеграфа и радиоузла.
Указом Президиума Верховного Совета СССР от 27 февраля 1945 года за «мужество и героизм, проявленные в боях за город Иновроцлав» гвардии лейтенант Яков Пилипенко был удостоен высокого звания Героя Советского Союза с вручением ордена Ленина и медали «Золотая Звезда» за номером 5736.
После окончания войны Пилипенко продолжил службу в Советской Армии. В 1949 году он окончил курсы усовершенствования офицерского состава, в 1954 году — Высшую офицерскую интендантскую школу. В 1962 году в звании майора Пилипенко был уволен в запас. Проживал и работал в Виннице. 
Скончался 31 июля 2003 года, похоронен на Центральном кладбище Винницы.
Был также награждён орденом Отечественной войны 1-й степени и двумя орденами Красной Звезды, рядом медалей.